# Hydraena spinissima
Hydraena spinissima är en skalbaggsart som beskrevs av Perkins 2007. Hydraena spinissima ingår i släktet Hydraena och familjen vattenbrynsbaggar. Inga underarter finns listade i Catalogue of Life.